# テクセル
テクセル（英: texel）は、コンピュータグラフィックスで使用するテクスチャ空間の基本単位である。texture element の略、または texture pixel の略とされる。画像（ピクチャ）がピクセルの配列で表されるように、テクスチャはテクセルの配列で表される。
3次元オブジェクトの表面にテクスチャを投影（テクスチャマッピング）するとき、レンダラが出力画像の対応するピクセルにテクセルをマッピングする。Direct3DやOpenGLといったリアルタイム3次元コンピュータグラフィックスのAPIでは、この処理をGPU上に実装されたハードウェアユニットに高速実行させることができる（ハードウェアアクセラレーション）。
テクセル座標系は一般的に正規化された実数で表される。2次元テクスチャ座標系はUV座標系と呼ばれることもある。Direct3Dのようにテクスチャ画像の左上を原点とすることもあれば、OpenGLのようにテクスチャ画像の左下を原点とすることもある。
各テクセルの投影すべき位置が整数でない場合（正確にピクセルに対応しない場合）、テクスチャフィルタリングを施す。

## クランピングとラッピング
テクスチャの外の位置のテクセルが必要になった場合、2つの技法を組み合わせて使用する。クランピング (clamping) はテクセルをテクスチャの大きさに制限するもので、テクスチャをはみ出した位置のテクセルは最も近いテクセルに移動する。ラッピング (wrapping) は（テクスチャの大きさ単位での）インクリメントによってテクセルを決定する。ラッピングではテクスチャを反復して敷き詰めたようになり、クランピングでは1つだけになる。